# Bell FM-1 Airacuda
Bell FM-1 Airacuda – amerykański ciężki samolot myśliwski przeznaczony do zwalczania nieprzyjacielskich samolotów bombowych.

## Historia

### Geneza
W drugiej połowie lat 30. XX wieku w Stanach Zjednoczonych pojawiły się konstrukcje samolotów bombowych, zdolnych do dalekodystansowych lotów. Ich rolą miało być atakowanie wrogich okrętów na podejściach do wybrzeży USA. Zwolennikiem takiego użycia lotnictwa był generał William Lendrum Mitchell, który w 1921 roku przeprowadził serię ćwiczeń znanych jako Project B, w którym amerykańskie bombowce armii i marynarki atakowały okręty. Rezultatem prób było zatopienie kilku jednostek, które amerykańska marynarka przejęła od pokonanej Kaiserliche Marine. 
Wierzono i dano tego przykład w początkowym okresie II wojny światowej, kiedy organizowane wyprawy bombowe nad Niemcy pozbawione były myśliwskiej eskorty, że dobrze uzbrojone bombowce będą miały wystarczającą przewagę siły ognia, aby móc samodzielnie przedzierać się przez atakujące je samoloty myśliwskie. Oczywiście podobną taktykę mogły zastosować nieprzyjacielskie samoloty bombowe, chcące zaatakować terytorium Stanów Zjednoczonych. Tym samym narodziła się koncepcja dużego samolotu myśliwskiego, zdolnego do dalekich przelotów, towarzyszącego samolotom bombowym w roli eskorty, jak również zdolnego do atakowania wrogich jednostek na dalekich podejściach do potencjalnych celów nieprzyjaciela. Nie zakładano przy tym, aby taka maszyna musiała walczyć z wrogimi myśliwcami (tym miały zająć się potężnie uzbrojone samoloty bombowe). Jej głównym zdaniem miało być atakowanie maszyn bombowych. Koncepcja ciężkiego samolotu myśliwskiego była dość popularna na świecie w końcu lat 30. XX wieku. Takimi maszynami były De Havilland Mosquito, czy niemiecki „niszczyciel” (Zerstörer) Messerschmitt Bf 110. 
Projekty podobnych konstrukcji były analizowane również przez United States Army Air Corps (USAAC), a dokładnie USAAC Material Division odpowiedzialny za zaopatrzenie sił powietrznych. Wśród analizowanych projektów była między innymi eskortowa wersja bombowca Martin B-10B. Niestety, dla wszystkich projektów teoretyczne wyliczenia osiągów wskazywały na dość mizerne parametry szybkości i pułapu. Dominował również pogląd, że nowoczesny bombowiec, dzięki swojej szybkości, pułapowi i uzbrojeniu, jest w stanie samodzielnie obronić się przed atakiem samolotów myśliwskich, a zwalczał je będzie nie tylko w powietrzu, ale również na lotniskach, przeprowadzając bombardowania strategiczne, tym samym nie potrzebując żadnej eskorty.

### Projekt

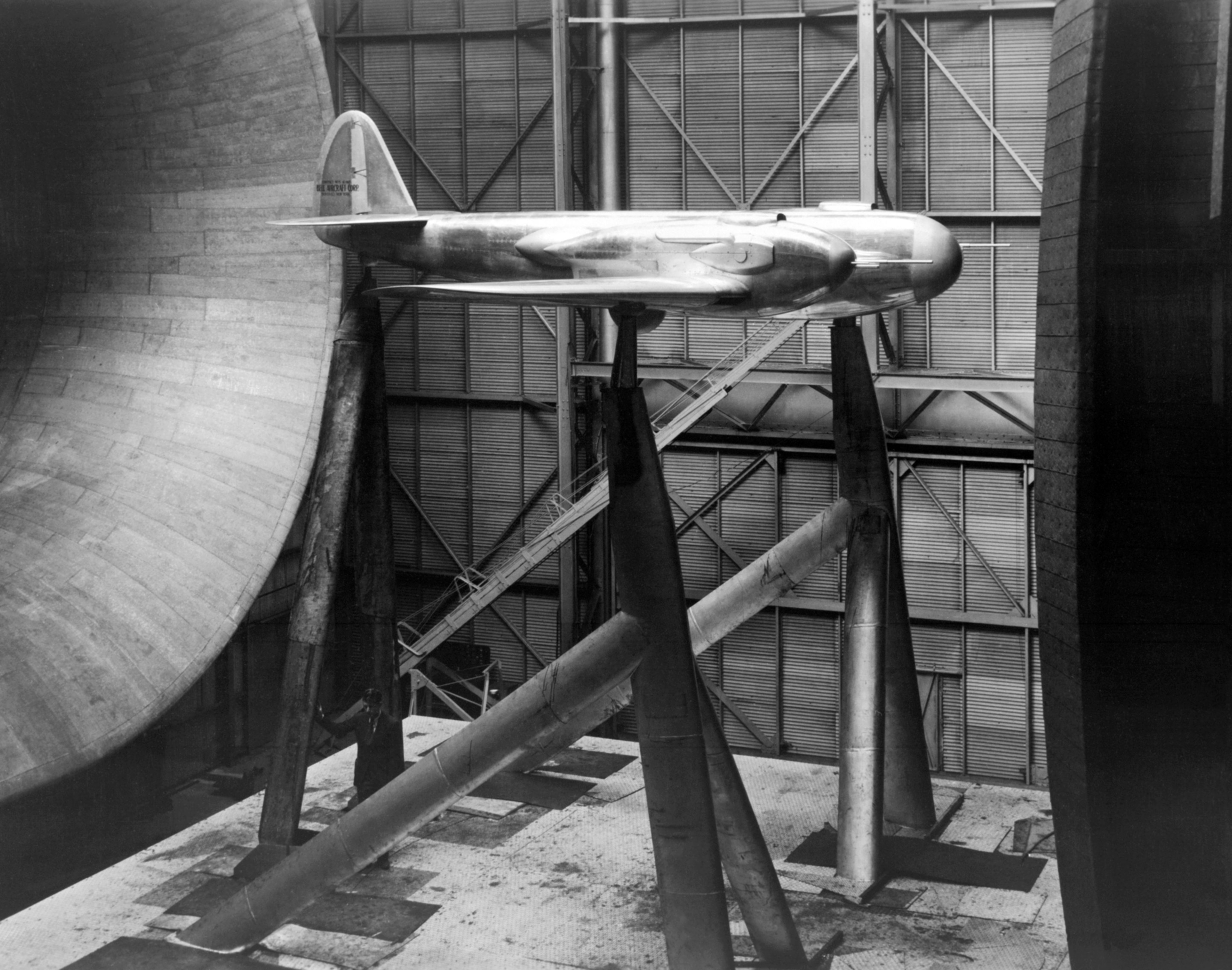
Model samolotu w trakcie badań w tunelu aerodynamicznym

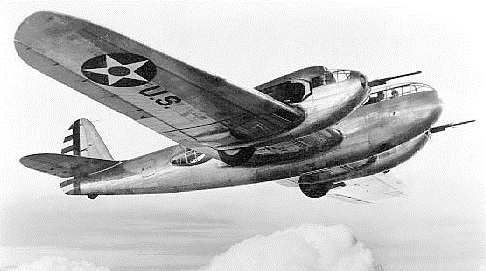
Bell YFM-1 Airacuda

Osobą, która dzięki swojemu uporowi doprowadziła do powstania samolotu był Lawrence Bell, założyciel i właściciel Bell Aircraft Corporation. Zdołał on przekonać do swojej wizji świeżo mianowanego na stanowisko szefa General Headquarters Air Force (dowództwo bojowe USAAC), generała Franka Maxwella Andrewsa. Andrews widział jednak główną rolę nowej maszyny nie w towarzyszeniu jako eskorta bombowcom, ale zwalczaniu nieprzyjacielskich wypraw bombowych na dalekich podejściach do macierzystego terytorium Stanów Zjednoczonych. Tym samym zażądał wzmocnienia uzbrojenia obronnego samolotu. Bell zdawał sobie sprawę, że zwiększy to masę samolotu, a tym samym wpłynie na jego osiągi. Wymagania Andrewsa skomentował dosadnie „Look, guns in the rear makes about as much sense as putting teeth in the ass of a tiger. You put the teeth in the mouth” przyrównując potrzebę posiadania tylnego stanowiska strzeleckiego do tego samego, co wsadzanie tygrysowi zębów w tyłek. 
Pomimo rozbieżności pomiędzy Bellem a Andrewsem, 26 sierpnia 1935 roku ukazało się oficjalne zapotrzebowanie X-604 na samolot oznaczony jako XFM-1, gdzie F oznaczało samolot myśliwski (Fighter), a M wielomiejscowy (Multiplace). Obok Bella do rozgrywki wystartował również Lockheed Corporation. Tak niewielkie zainteresowanie spowodowane było faworyzowaniem projektu Bella przez siły powietrzne. Lockheed przedstawił model XFM-2 (oznaczenie wytwórni Mode 10D), oparty na konstrukcji maszyny Lockheed L-10 Electra. 
Wiosną 1936 roku porównano oba projekty i minimalnie zwycięsko z rywalizacji wyszedł model Bella, co przełożyło się na podpisanie kontraktu 12 marca 1936 roku z siłami powietrznymi na budowę latającego prototypu. Rok później, w połowie lipca, ukończono prototyp samolotu (o numerze 36-351), a 1 września 1937 roku maszyna wzbiła się po raz pierwszy w powietrze. Był to pierwszy samolot wytwórni Bella. 
Firma nie posiadała własnego pilota oblatywacza i za sterami samolotu usiadł oddelegowany w tym celu pilot sił powietrznych, Benjamin Kelsey. Lot trwał 25 minut i nie należał do udanych. W trakcie lotu doszło do wybuchu w lewym silniku i uszkodzenia chłodnicy. Pomimo tego pilot zdołał bezpiecznie wylądować. Po wykonaniu niezbędnych napraw maszyna ponownie wzbiła się w powietrze 24 września, ale i tym razem nie obeszło się bez awarii. Podczas lądowania niezablokowane koło podwozia głównego schowało się do wnęki w gondoli silnikowej. Uszkodzenia nie były znaczne i ponownie naprawiono maszynę. 
Na przełomie 1937 i 1938 roku testy samolotu przeprowadzały siły powietrzne. Ujawniły one niedobór prędkości myśliwca, który zamiast zakładanych 483 km/h na wysokości 7000 metrów, osiągnął jedynie 435 km/h. Pomimo tego w maju 1938 roku USAAC zamówiły 13 egzemplarzy przedseryjnych, oznaczonych jako YFM-1 (o numerach od 38-486 do 38-498). W porównaniu z wersją prototypową maszyny posiadały już przewidziane uzbrojenie, zlikwidowano owiewki znajdujące się na prototypie po obu stronach kadłuba za krawędzią spływu skrzydła. Zmodernizowano górną wieżyczkę strzelecką, wpuszczając ją w kadłub. W celu otwarcia z niej ognia, strzelec musiał ręcznie wysunąć ją znad kadłuba. Zastosowano turbosprężarki General Electric B-6, przeniesione pod silniki, którymi były zmodernizowane Allison V-1710-23. 
Poprawa aerodynamicznej sylwetki nie zrekompensowała masy dodanego uzbrojenia i prędkość samolotu nadal pozostawała na tym samym poziomie. Pierwszy z zamówionych samolotów przekazano USAAC w lutym 1940 roku, a ostatni w październiku tego samego roku. Maszyny różniły się między sobą. Na czwartym i piątym egzemplarzu zainstalowano silniki Allison V-1710-41 bez turbosprężarek. W ostatnich trzech maszynach zmodyfikowano podwozie, zastępując tylne podparcie kołem przednim, a podwozie główne chowało się na boki w kierunku kadłuba do wnęki w centropłacie, tym samym będąc całkowicie schowanym podczas lotu. 
Z trzynastu zamówionych egzemplarzy siły powietrzne otrzymały dwanaście sztuk. Jedna z maszyn (38-492), jeszcze przed dostarczeniem USAAC uległa katastrofie. Przejęte maszyny lotnictwo testowało do 1942 roku. Stało się jednak jasne, że ani III Rzesza, ani Japonia nie dysponują i w najbliższym czasie nie będą dysponować bombowcami mogącymi zagrozić kontynentalnej części Stanów Zjednoczonych, tym samym samoloty Bella nie miały dla siebie przeciwników. Samoloty nie cieszyły się również uznaniem latających na nich pilotów i cały program został anulowany.

## Konstrukcja
Bell Airacuda był całkowicie metalowym, pięcioosobowym, wolnonośnym średniopłatem napędzanym dwoma silnikami rzędowymi (Allison V-1710-13 z turbosprężarką F-10 firmy General Electric na prototypie i Allison V-1710-23 z turbosprężarką General Electric B-6 w samolotach przedseryjnych) umieszczonymi w gondolach silnikowych po obu stronach kadłuba. Silniki znajdowały się w tylnej części gondoli i napędzały trójłopatowe śmigła pchające, w przedniej części gondoli znajdowało się stanowisko strzeleckie. Kadłub o konstrukcji półskorupowej i eliptycznym przekroju. Usterzenie klasyczne. Skrzydła proste o trapezowym obrysie, centropłat bez wzniosu, końcówki skrzydeł od gondoli silnikowych do końca ze wzniosem. W skrzydle umieszczono integralne zbiorniki z paliwem. Podwozie chowane, trójzespołowe z tylnym podparciem. Podwozie główne, chowane pneumatycznie, niecałkowicie do wnęk w gondolach silnikowych. Podczas lotu wystawała z nich część koła podwozia. Podobnie kółko ogonowe, chowane niecałkowicie do wnęki w kadłubie. W zamierzeniu konstruktorów miało to ułatwić lądowanie awaryjne. W trzech samolotach przedseryjnych zmodyfikowano podwozie, zastępując tylne podparcie przednią golenią chowaną do wnęki w kadłubie. Podwozie główne chowało się na boki do wnęk w skrzydłach i było całkowicie zakryte. Samolot wyposażony był w pomocniczą jednostkę napędową w postaci silnika tłokowego, napędzającego elektryczne pompy dostarczające paliwo do silników oraz generator prądu zmiennego. Awaria jednostki praktycznie uniemożliwiała dalszy lot.

## Uzbrojenie
W przedniej części gondoli silnikowych swoje stanowiska zajmowali strzelcy obsługujący działka Madsen T-9 kalibru 37 mm. Każde z nich posiadało zapas 110 sztuk amunicji. Działka sterowane były przez dowódcę załogi samolotu, a rolą strzelców było jedynie ich ładowanie po oddaniu pięcionabojowej serii oraz obserwacja. W tylnej części kadłuba swoje stanowisko posiadał strzelec obsługujący wieżyczkę strzelecką uzbrojoną w pojedynczy karabin maszynowy kalibru 7,62 mm, dwa karabiny kalibru 12,7 mm, wysuwane z bocznych otworów w kadłubie i jeden karabin kalibru 7,62 mm w dolnej gondoli strzeleckiej. Maszyna mogła przenosić również 272 kg bomb w komorze umieszczonej w kadłubie.

## Wersje
- XFM-1 – pojedynczy egzemplarz prototypowy napędzany silnikami V-1710-13.
- YFM-1 – samoloty przedseryjne napędzane silnikami V-1710-23.
- YFM-1A – trzy samoloty wersji przedseryjnej ze zmodernizowanym podwoziem z przednim podparciem.
- YFM-1B – dwa samoloty wersji przedseryjnej napędzanej silnikami V-1710-41 bez turbosprężarek.